# A Crystal Palace FC 2013–2014-es szezonja
Ez a szócikk a Crystal Palace FC 2013–2014-es szezonjáról szól. A londoni csapat 8 év után jutott fel ismét az első osztályba, miután a Watford FC ellen megnyerték a feljutásért vívott párharcot (a másodosztály 5. helyén végeztek az előző szezonban).
Ezt a szezont a 11. helyen zárták, 45 szerzett ponttal.

## Mezek
| Hazai mez | Idegenbeli mez |

## Játékosok

### Felnőtt keret
| No. |                                 | Poszt | Játékos                         |
| --- | ------------------------------- | ----- | ------------------------------- |
| 1   | Argentína                       | K     | Julián Speroni                  |
| 2   | Anglia                          | V     | Joel Ward                       |
| 3   | Franciaország                   | V     | Florian Marange                 |
| 4   | Norvégia                        | V     | Jonathan Parr                   |
| 5   | Írország                        | V     | Paddy McCarthy (csapatkapitány) |
| 6   | Spanyolország                   | KP    | José Campaña                    |
| 7   | Kongói Demokratikus Köztársaság | KP    | Yannick Bolasie                 |
| 8   | Dél-afrikai Köztársaság         | KP    | Kagisho Dikgacoi                |
| 9   | Anglia                          | CS    | Kevin Phillips                  |
| 10  | Írország                        | KP    | Owen Garvan                     |
| 11  | Skócia                          | CS    | Stephen Dobbie                  |
| 12  | Anglia                          | KP    | Stuart O'Keefe                  |
| 14  | Anglia                          | KP    | Jerome Thomas                   |
| 15  | Ausztrália                      | KP    | Mile Jedinak                    |
| 16  | Anglia                          | CS    | Dwight Gayle                    |
| 17  | Anglia                          | CS    | Glenn Murray                    |
| 18  | Anglia                          | CS    | Aaron Wilbraham                 |
| 19  | Wales                           | V     | Danny Gabbidon                  |

| No. |               | Poszt | Játékos           |
| --- | ------------- | ----- | ----------------- |
| 20  | Wales         | KP    | Jonathan Williams |
| 21  | Anglia        | V     | Dean Moxey        |
| 24  | Franciaország | KP    | Elliot Grandin    |
| 25  | Wales         | V     | Darcy Blake       |
| 26  | Anglia        | V     | Matthew Parsons   |
| 27  | Írország      | V     | Damien Delaney    |
| 28  | Anglia        | V     | Peter Ramage      |
| 29  | Marokkó       | CS    | Marván as-Samáh   |
| 32  | Anglia        | CS    | Kwesi Appiah      |
| 33  | Uganda        | CS    | Ibra Sekajja      |
| 34  | Wales         | K     | Lewis Price       |
| 35  | Anglia        | KP    | Kyle De Silva     |
| 36  | Anglia        | V     | Alex Wynter       |
| 38  | Anglia        | KP    | Hiram Boateng     |
| 39  | Anglia        | KP    | Reise Allassani   |
| 40  | Anglia        | K     | Ross Fitzsimons   |
| —   | Skócia        | K     | Neil Alexander    |